# Ірландська королівська академія
Ірландська королівська академія (англ. Royal Irish Academy, загальноприйняте скорочення — RIA, ірл. Acadamh Ríoga na hÉireann) — загальноірландська незалежна академічна організація, метою якої є заохочення досліджень і прогресу в точних, гуманітарних і суспільних науках. Ірландська королівська академія є одним з найбільших наукових товариств і культурних установ Ірландії. На цей час у ній — 404 обраних члена. Академія була заснована в 1785 році, в 1786 отримала королівську хартію.

## Членство
Обрання в члени Ірландської королівської академії є вищим ступенем визнання наукової значущості в Ірландії. Члени академії використовують після свого імені скорочення MRIA (Член Ірландської королівської академії). Критерієм обрання є значний внесок в наукові дослідження, підтверджений опублікованими роботами кандидата. Нині щорічно в академію обирається двадцять осіб, порівну представників гуманітарних і точних наук. Членом академії можуть стати тільки вчені, які постійно проживають в Ірландії.
Почесними членами академії можуть стати вчені, які зробили значний внесок у свою наукову дисципліну, але не проживають в Ірландії. Кандидат в почесні члени повинен бути запропонований принаймні двома дійсними членами Академії. Почесні члени академії використовують скорочення Hon. MRIA (Почесний член Ірландської королівської академії).